# Рекапітуляція
Рекапітуляція (лат. recapitulatio — повторення) — повторення ознак далеких предків в онтогенезі сучасних організмів. Принцип рекапітуляції вперше сформульований в 1859 Чарльзом Дарвіном. Найбільш глибоке трактування поняття рекапітуляції отримало в теорії філембріогенезу, запропоноване Олексієм Сєверцовим. Сучасне вчення про рекапітуляцію розроблене І. І. Шмальгаузеном. Рекапітуляція зумовлюється існуванням в організмі складної системи кореляцій і частіше виявляється в особливостях розвитку взаємозв'язаних органів і структур. До рекапітуляцій ведуть зрушення в стадіях формоутворення не організму в цілому, а лише окремих органів. Цими зрушеннями є: архалаксис, девіація, анаболія).

## Приклади рекапітуляцій
- Закладка у зародків наземних хребетних тварин зябрових щілин відповідних зябровим щілинам їх предків;
- Зміна головної, тулубової і тазової нирок в онтогенезі вищих хребетних повторює послідовність розвитку органів виділення в філогенезі їх предків;
- Дихотомічне галуження першого листя в папоротеподібних повторює дихотомічне галуження, характерне для їх предків, — палеозойських псилофітів; у жаби в період метаморфозу зір, що базується на використанні вітаміну A2, як у прісноводих риб, а до моменту завершення метаморфозу супроводиться використанням вітаміну A1 , що характерний для наземних хребетних.